# Midwestern Intercollegiate Volleyball Association 2018
La Midwestern Intercollegiate Volleyball Association 2018 si è svolta dal 18 gennaio al 21 aprile 2018: al torneo hanno partecipato 8 squadre universitarie statunitensi e la vittoria finale è andata per la ventunesima volta, la terza consecutiva, alla Ohio State.

## Regolamento
È prevista una stagione regolare che vede le otto formazioni impegnate nella conference affrontarsi due volte tra loro, per un totale di quattordici incontri ciascuna; parallelamente vengono disputati anche degli incontri extra-conference contro formazioni appartenenti ad altre conference o non affiliate ad alcuna di esse, dando vita a due classifiche separate una relativa alla Midwestern Intercollegiate Volleyball Association ed una totale.
- Le prime otto classificate nella classifica della Midwestern Intercollegiate Volleyball Association accedono al torneo di conference, dove vengono accoppiate col metodo della serpentina e affrontano quarti di finale, semifinali e finale in gara secca;
- La squadra vincitrice del torneo di conference, in virtù della vittoria, ottiene automaticamente il diritto di partecipare alla Final 7 NCAA, mentre le formazioni uscite sconfitte possono essere ripescate sulla base della classifica totale, che assegna attraverso un bye gli ultimi due posti disponibili in Final 7.

## Squadre partecipanti
| Club                    | Città         | Impianto                                | Stagione precedente                                         |
| ----------------------- | ------------- | --------------------------------------- | ----------------------------------------------------------- |
| Ball State Cardinals    | Muncie        | John E. Worthen Arena Muncie            | 5ª in MIVA, semifinali di conference                        |
| IPFW Mastodons          | Fort Wayne    | Hilliard Gates Sports Center Fort Wayne | 9ª in MIVA                                                  |
| Lewis Flyers            | Romeoville    | Neil Carey Arena Romeoville             | 2ª in MIVA, semifinali di conference                        |
| Lindenwood Lions        | Saint Charles | Hyland Performance Arena Saint Charles  | 7ª in MIVA, quarti di finale di conference                  |
| Loyola Chicago Ramblers | Chicago       | Joseph J. Gentile Arena Chicago         | 4ª in MIVA, quarti di finale di conference                  |
| McKendree Bearcats      | Lebanon       | Harry M. Statham Sports Center Lebanon  | 6ª in MIVA, quarti di finale di conference                  |
| Ohio State Buckeyes     | Columbus      | St. John Arena Columbus                 | 1ª in MIVA, Campione di conference Campione NCAA Division I |
| Quincy Hawks            | Quincy        | Pepsi Arena Quincy                      | 8ª in MIVA, quarti di finale di conference                  |

## Campionato

### Regular season

#### Classifica
| Pos. | Squadra        | Conference | Conference | Conference | Conference | Overall | Overall | Overall | Overall |
| Pos. | Squadra        | Pt.        | G          | V          | P          | Pt.     | G       | V       | P       |
| ---- | -------------- | ---------- | ---------- | ---------- | ---------- | ------- | ------- | ------- | ------- |
| 1.   | Ohio State     | .786       | 14         | 11         | 3          | .806    | 31      | 25      | 6       |
| 2.   | Loyola Chicago | .786       | 14         | 11         | 3          | .767    | 30      | 23      | 7       |
| 3.   | Ball State     | .714       | 14         | 10         | 4          | .600    | 30      | 18      | 12      |
| 4.   | Lewis          | .643       | 14         | 9          | 5          | .633    | 30      | 19      | 11      |
| 5.   | IPFW           | .429       | 14         | 6          | 8          | .621    | 29      | 18      | 11      |
| 6.   | McKendree      | .429       | 14         | 6          | 8          | .423    | 26      | 11      | 15      |
| 7.   | Lindenwood     | .214       | 14         | 3          | 11         | .360    | 25      | 9       | 16      |
| 8.   | Quincy         | .000       | 14         | 0          | 14         | .387    | 31      | 12      | 19      |

| Al torneo di Conference |

### Torneo di Conference
|  | Quarti di finale | Quarti di finale | Quarti di finale |                |            | Semifinali     | Semifinali | Semifinali |  |  | Finale | Finale     | Finale |
|  |                  |                  |                  |                |            |                |            |            |  |  |        |            |        |
|  | 1                | Ohio State       | 3                |                |            |                |            |            |  |  |        |            |        |
|  | 8                | Quincy           | 0                |                |            |                |            |            |  |  |        |            |        |
|  | 8                | Quincy           | 0                |                | 1          | Ohio State     | 3          |            |  |  |        |            |        |
|  |                  |                  |                  |                | 1          | Ohio State     | 3          |            |  |  |        |            |        |
|  |                  | 4                | Lewis            | 2              |            |                |            |            |  |  |        |            |        |
|  | 4                | 4                | Lewis            | 2              | Lewis      | 3              |            |            |  |  |        |            |        |
|  | 4                |                  |                  |                | Lewis      | 3              |            |            |  |  |        |            |        |
|  | 6                | IPFW             | 0                |                |            |                |            |            |  |  |        |            |        |
|  |                  |                  |                  |                |            |                |            |            |  |  | 1      | Ohio State | 3      |
|  |                  |                  | 2                | Loyola Chicago | 0          |                |            |            |  |  |        |            |        |
|  | 2                | Loyola Chicago   | 3                |                |            |                |            |            |  |  |        |            |        |
|  | 7                | Lindenwood       | 0                |                |            |                |            |            |  |  |        |            |        |
|  | 7                | Lindenwood       | 0                |                | 2          | Loyola Chicago | 3          |            |  |  |        |            |        |
|  |                  |                  |                  |                | 2          | Loyola Chicago | 3          |            |  |  |        |            |        |
|  |                  | 3                | Ball State       | 1              |            |                |            |            |  |  |        |            |        |
|  | 3                | 3                | Ball State       | 1              | Ball State | 3              |            |            |  |  |        |            |        |
|  | 3                |                  |                  |                | Ball State | 3              |            |            |  |  |        |            |        |
|  | 6                | McKendree        | 0                |                |            |                |            |            |  |  |        |            |        |

## Premi individuali
| Premio                     | Giocatrice        | Squadra        |
| -------------------------- | ----------------- | -------------- |
| MVP                        | Nicolas Szerszeń  | Ohio State     |
| All-Tournament Team        | Jake Hanes        | Ohio State     |
| All-Tournament Team        | Sanil Thomas      | Ohio State     |
| All-Tournament Team        | Ricky Gevis       | Loyola Chicago |
| All-Tournament Team        | Collin Mahan      | Loyola Chicago |
| All-Tournament Team        | Matt Walsh        | Ball State     |
| All-Tournament Team        | Michael Simmons   | Lewis          |
| Player of the Year         | Nicolas Szerszeń  | Ohio State     |
| Freshman of the Year       | Garrett Zolg      | Loyola Chicago |
| Coach of the Year          | Mark Hulse        | Loyola Chicago |
| All-Conference First Team  | Nicolas Szerszeń  | Ohio State     |
| All-Conference First Team  | Sanil Thomas      | Ohio State     |
| All-Conference First Team  | Maxime Hervoir    | Ohio State     |
| All-Conference First Team  | Garrett Zolg      | Loyola Chicago |
| All-Conference First Team  | Ricky Gevis       | Loyola Chicago |
| All-Conference First Team  | Collin Mahan      | Loyola Chicago |
| All-Conference First Team  | Jeffrey Jendryk   | Loyola Chicago |
| All-Conference First Team  | Matt Walsh        | Ball State     |
| All-Conference First Team  | Michael Simmons   | Lewis          |
| All-Conference First Team  | Ryan Coenen       | Lewis          |
| All-Conference First Team  | Pelegrín Vargas   | IPFW           |
| All-Conference First Team  | Brendan Schmidt   | McKendree      |
| All-Conference Second Team | Blake Leeson      | Ohio State     |
| All-Conference Second Team | Jake Hanes        | Ohio State     |
| All-Conference Second Team | Mitch Weiler      | Ball State     |
| All-Conference Second Team | Jake Romano       | Ball State     |
| All-Conference Second Team | Mitch Perinar     | Lewis          |
| All-Conference Second Team | Matthew Yoshimoto | Lewis          |
| All-Conference Second Team | Tyler Mitchem     | Lewis          |
| All-Conference Second Team | Michael Keegan    | IPFW           |
| All-Conference Second Team | Tomás Gago        | IPFW           |
| All-Conference Second Team | Nolan Rueter      | McKendree      |
| All-Conference Second Team | Ryan Vorderer     | Lindenwood     |
| All-Conference Second Team | Adam Brewster     | Lindenwood     |
| All-Freshmen Team          | Jake Hanes        | Ohio State     |
| All-Freshmen Team          | Garrett Zolg      | Loyola Chicago |
| All-Freshmen Team          | Ben Chinnici      | Ball State     |
| All-Freshmen Team          | TJ Murray         | Lewis          |
| All-Freshmen Team          | Tyler Mitchem     | Lewis          |
| All-Freshmen Team          | Tomás Gago        | IPFW           |
| All-Freshmen Team          | Patrick Ross      | McKendree      |

## Verdetti
| Squadra    | Qualificazione  |
| ---------- | --------------- |
| Ohio State | NCAA Division I |